# Sultanat Donja Jafa
Sultanat Donja Jafa (arapski: يافع السفلى‎ ) bio je vazalna feudalna država Britanskog Carstva koja je postojala od 1895. do 1967. godine na jugu Arapskog poluotoka sjeveroistočno od luke Aden. Danas je teritorij ovog bivšeg sultanata dio jemenske muhafaze Abjan.
U okviru Sultanata Donja Jafa bili su manji šeikati; Jaher, Kalad, Nakheb, Al Saadi, Al Kulaki i Jazidi. 
Sultanatom Donja Jafa vladala je dinastija Al Afifi, njihovo sjedište bio je prvotno planinski grad Al-Qara (1896. – 1946.) a potom grad Jaar u dolini Wadi Bana, bliži Adenskom zaljevu. 

## Povijest
Jafa je jedan od najvećih plemenskih klanova Arabije. On se vremenom podijelilo u 10 grana ili šeikata od kojih su 5 bili su Sultanatu Donja Jafa, a ostalih 5 u Sultanatu Gornja Jafa. Čak i ovi šeikati su se vremenom razdvojili na mnogo manje dijelove, zapravo na vlast pojedinih obitelji.
Sultanat Donja Jafa bio je plemenski sutanat koji je držao planinsko zaleđe iznad grada Zinjibara (izvore vode uz Wadi Banu) početkom 19. stoljeća zbog tog je postao izuzetno značajan Britanskom Carstvu koje je zauzelo luku Aden 1839. godine. Kako su oni nastojali osigurati svoju krunsku koloniju Aden, počeli su sklapati ugovore o zaštiti sa zatečenim feudalnim državama u okolici, koje su formalno bile pod suverenitetom osmanskog sultana. 
Tako je Sultanat Donja Jafa bio jedan od izvornih Devet kantona, koji je među prvima potpisao ugovor o zaštiti s Britanijom i postao dio Protektorata Aden 1886. godine. On se također među prvima 1959. godine pridružio novoj britanskoj kolonijalnoj tvorevini Federaciji Arapskih Emirata Juga, te potom 1963. i Južnoarapskoj Federaciji.
Posljednji sultan ove feudalne države bio je: Mahmud ibn Aidrus Al Afifi, razvlašćen je 1967. godine. Tad je ukinut Sultanat Donja Jafa, i osnovana Narodna Republika Južni Jemen, koja se ujedinila s Sjevernim Jemenom 22. svibnja 1990. u današnju državu Republiku Jemen.
U povijesti je područje Jafe bilo sjedište drevne Kraljevine Himjar, koja je trajala od 110. pr. Kr. do 520. godine.

## Sultani Sultanata Donja Jafa
- `Afif,- 1681 - oko1700.
- Qahtan ibn,-  `Afifc,- 1700. – 1720.
- Sayf ibn Qahtan al-`Afific,- 1720. – 1740.
- Ma`awda ibn Sayf al-`Afific,- 1740. – 1760.
- Ghalib ibn Ma`awda al-`Afific,- 1760. – 1780
- `Abd al-Karim ibn Ghalibc,- 1780. – 1800.
- `Ali ibn Ghalib al-`Afific,- 1800 - 14. prosinac 1841.
- Ahmad ibn `Ali al-`Afifi,- prosinac 1841. – 28. rujna 1873.
- `Ali ibn Ahmad al-`Afifi,- 1873. – 26. svibnja 1885.
- Muhsin ibn Ahmad al-`Afifi,- svibnja 1885. – 19. srpanj 1891.
- Ahmad ibn `Ali al-`Afifi,- 1891 - 27.  lipnja 1893.
- Abu Bakr ibn Sha'if al-`Afifi,- 1893 -  4. siječnja 1899.
- `Abd Allah ibn Muhsin al-`Afifi,- 1899. - siječnja/ožujka 1916.
- Muhsin ibn `Ali al-`Afifi,- 1916. – 1925.
- `Aydarus ibn Muhsin al-`Afifi,- 1925. – 1958.
- Regent,- 1947. – 1949.                .... -
- Mahmud ibn `Aydarus al-`Afifi,-  1958. – 28. kolovoza 1967.  (de facto od 1954.)[1]

## Pogledajte i ovo
- Protektorat Aden
- Kolonija Aden
- Federacija Arapskih Emirata Juga